# جون شيفر
جون وليام شيفر (بالإنجليزية: John Cheever)‏ (27 مايو 1912-18 يونيو 1982) كان روائيًا أمريكيًا وكاتب قصص قصيرة. أُطلق عليه أحيانًا لقب «تشيخوف الضواحي». تدور أغلب رواياته في الجانب الشرقي العلوي من مانهاتن، وضواحي ويستتشستر، وقرى نيو إنغلاند القديمة، وذلك استنادًا إلى بلدات ساوث شور المختلفة حول كوينسي بولاية ماساتشوستس حيث وُلِد، وإيطاليا وخاصة روما. تضمنت قصصه القصيرة «الإذاعة الضخمة»، و«وداعًا، أخي»، و«خمسمئة وأربعة وثمانين»، و«الزوج الريفي»، و«السباح»، وكتب أربع روايات تتضمن تاريخ وابشوت (التي فازت بالجائزة الوطنية للكتاب، 1958)، وفضيحة وابشوت (التي فازت بميدالية وليام دين هاولز، 1965)، وبوليت بارك (1969)، وفالكونر (1977)، ورواية أوه يا لها من جنة (1982).
تشمل مواضيعه الرئيسية ازدواجية الطبيعة البشرية، وتُمَثَّل أحيانًا بالتفاوت بين شخصية الشخص الاجتماعية المهذّبة والفساد الداخلي، وتُمثَّل أحيانًا بنزاع بين شخصين (الإخوة غالبًا) يجسدان الجوانب البارزة لكل من الضوء والظلام أو الجسد والروح. تعبر العديد من أعماله أيضًا عن حنين إلى أسلوب الحياة الفانية (الذي أظهره القديس بوتولفس الأسطوري في روايات وابشوت)، الذي يتميز بالالتزام بالتقاليد الثقافية والشعور العميق بالمجتمع، وذلك على عكس البداوة المنفرة في الضواحي الحديثة.
فازت مجموعته من القصص القصيرة بعنوان قصص جون شيفر بجائزتي بوليتزر عن فئة الأعمال الخيالية لعام 1979، وجائزة دائرة النقاد الوطنيين للكتاب، وفازت طبعة الغلاف الورقي الأولى بالجائزة الوطنية للكتاب لعام 1981.
حصل شيفر على الميدالية الوطنية للأدب من الأكاديمية الأمريكية للفنون في 27 أبريل عام 1982، أي قبل وفاته بستة أسابيع. أُدرجت أعماله في مكتبة أمريكا.

## المسيرة المهنية

### الحياة اللاحقة والمسيرة المهنية
نُشِرت رواية بوليت بارك في عام 1969، وواجهت مراجعة سلبية من قبل الناقد بنيامين ديموت على الصفحة الأولى من ملحق مراجعة كتاب نيويورك تايمز، وقال إن «قصص جون شيفر القصيرة كانت وستبقى عصافير جميلة، ولكن جو بوليت بارك الدبق يخلو من غناء هذه العصافير». زادت حالة الاكتئاب الكحولي لدى شيفر، واستأنف العلاج النفسي (الذي ثبت أنه غير مجدٍ) في شهر مايو. بدأ علاقة غرامية مع الممثلة هوب لانج في أواخر الستينيات من القرن العشرين.
استيقظ شيفر في 12 مايو عام 1973 على سعال لا يمكن السيطرة عليه، وعلم في المستشفى أنه على وشك الموت بسبب وذمة رئوية ناجمة عن إدمانه للكحول. عاد إلى منزله بعد شهر من دخوله المستشفى، وتعهد بعدم الشرب مرة أخرى، ولكنه عاد للشرب في أغسطس. أمضى فصل الخريف في التدريس (والشرب مع الزميل الكاتب والمعلم ريموند كارفر) في ورشة عمل كتّاب آيوا على الرغم من صحته غير المستقرة، وكان من طلابه تي. سي. بويل وآلان غورغانوس ورون هانسن.
وافق شيفر على التدريس في جامعة بوسطن في العام التالي مع استمرار تدهور زواجه، وانتقل إلى شقة صغيرة في الطابق الرابع في شارع 71 باي ستيت رود. سرعان ما عاد شيفر لشرب الكحول بشكل مميت، فأعاده أخوه فريد، ذو الحالة المادية السيئة فعليًا والذي تمكن من التخلص من إدمانه للكحول، في مارس عام 1975 إلى أوسينينغ. قُبِل شيفر في وحدة سميثرز للتأهيل الكحولي في نيويورك في 9 أبريل، وشارك غرفة نوم وحمام مع أربعة رجال آخرين. توقف شيفر عن شرب الكحول في 7 مايو بعد أن أعادته زوجته إلى المنزل.
ظهر شيفر على غلاف مجلة نيوزويك في مارس عام 1977 مع تعليق يقول «رواية أمريكية عظيمة: رواية فالكونر لجون شيفر». كانت الرواية رقم 1 في قائمة نيويورك تايمز لأكثر الكتب مبيعًا مدة ثلاثة أسابيع. ظهرت قصص جون شيفر في أكتوبر عام 1978، وأصبحت واحدة من أنجح المجموعات القصصية على الإطلاق، إذ باعت 125 ألف نسخة في الغلاف المقوى وحظيت بشهرة عالمية واسعة. حصل شيفر على ميدالية إدوارد ماكدويل من قبل مستعمرة ماكدويل في عام 1979 لمساهمته البارزة في الفنون.

## روابط خارجية
- جون شيفر على موقع IMDb (الإنجليزية)
- جون شيفر على موقع الموسوعة البريطانية (الإنجليزية)
- جون شيفر على موقع مونزينجر (الألمانية)
- جون شيفر على موقع ميوزك برينز (الإنجليزية)
- جون شيفر على موقع قاعدة بيانات برودواي على الإنترنت (الإنجليزية)
- جون شيفر على موقع إن إن دي بي (الإنجليزية)
- جون شيفر على موقع ديسكوغز (الإنجليزية)
- جون شيفر على موقع قاعدة بيانات الفيلم (الإنجليزية)